# Lin Durán
Lidia Elena Durán Navarro nació en la ciudad de Chihuahua el 18 de marzo de 1928. Conocida como Lin Durán fue bailarina, coreógrafa, maestra, periodista, investigadora, crítica y fundadora de instituciones de enseñanza dancística en México.

## Primeros años: infancia y juventud
El mundo que la rodeó, desde sus primeros años, fue el de las artes. En su propio hogar conoció las artes plásticas, la literatura, el teatro y la danza. A los diez años estudió en la Escuela Nacional de Danza, pero ese primer acercamiento no la convenció.
Cursó la educación primaria en la escuela Manuel López Cotilla y la enseñanza media en la secundaria 8 y el Colegio Americano.
Siendo muy joven se introdujo al mundo de Hollywood y tomó sus primeras clases de teatro con el método Stanislavski. En 1945 regreso a México y se integró al grupo de alumnos que estudiaban con Seki Sano, actor y director de teatro japonés, fundador de la Escuela de Artes Dramáticas y por medio de él incursionó en la danza. Tomó clases de danza con Guillermina Bravo, una segunda experiencia que le permitió descubrir su vocación.

### Inicios como bailarina
En 1946, la creación del Instituto Nacional de Bellas Artes (INBA) facilitó su ingreso al Ballet Waldeen, agrupación a cargo de la coreógrafa Waldeen Von Falkenstein, estadounidense formada en la escuela alemana de danza que llegó a México para crear obras con bailarines, pintores y compositores mexicanos. Esta etapa se considera importante por la institucionalización de la danza y los tintes nacionalistas que sentaron las bases para su desarrollo. Y es en el Ballet Waldeen que Lín Durán se inicia como bailarina profesional de danza moderna; grupo del que es a la vez cofundadora y con el que hace su debut profesional en la temporada inaugural del Teatro del Hotel del Prado.
Participó en la fundación de la Academia de la Danza Mexicana en 1947 y después en la del Ballet Nacional en 1948, dirigido por Guillermina Bravo y Josefina Lavalle, ballet que se dio a la tarea de formar a sus propios bailarines, ahí Lin Durán participó en la organización y administración, tanto del Ballet Nacional como en la escuela respectiva. Complemento de su quehacer dancístico fue estudiar en la Facultad de Filosofía y Letras de la UNAM historia del arte, literatura dramática y pedagogía educativa, en los años cincuenta, formación que le dio bases a su pedagogía dancística.

### Ballet Nacional
Fue bailarina del Ballet Nacional hasta 1961, bailó en todos los rincones del país, desde el Palacio de Bellas Artes hasta los atrios, las canchas deportivas, las calles, las plazas, guiada por su convicción de crear un arte para el pueblo. Interpretó las obras de los coreógrafos de la compañía, como La pastorela, La iniciada, En la boda, El bautizo, Fuerza motriz, Carta a las madres del mundo, Guernica, La nube estéril, El amor amoroso, Juan Calavera y Corrido del sol.
Participó en la gira a Cuba. Y en 1957 en la gira del Ballet Nacional fusionado con el Ballet Contemporáneo dirigido por Elena Noriega, durante seis meses por Europa y Asia.
Se inició en la coreografía, pero no como un “trabajo empírico basado en la inspiración y la lírica, sino un trabajo creativo con bases”. Creó para Ballet Nacional las coreografías Sonata, en 1953 y El Cuarto Concierto de Brandemburgo, en 1957, “dúo que se estrenó en el Teatro Santa Fe en una función dominical. El segundo movimiento lo bailaban Sonia Castañeda y Carlos Gaona, y el tercero Guillermina Bravo, Freddy Romero y Tulio de la Rosa”.
No solamente fue bailarina en Ballet Nacional, sino que también impartió cursos y seminarios de teoría sobre danza, donde ejercía la reflexión y el análisis de esta disciplina.

### Etapa periodística
En 1960 Lin Durán estaba casada en segundas nupcias con Raúl Flores Guerrero, crítico de artes plásticas y de danza, quien muere ese año. Lin decidió entonces tomar la estafeta del periodismo e incursionó en esa actividad como cronista y crítica de danza. Escribió en diferentes publicaciones, como el Suplemento Cultural del periódico Ovaciones, la revista Política y la Revista de la Universidad. Sus artículos, de 1960 a 1964, dan a conocer su concepción sobre la danza. La reunión de los artículos más destacados dio como resultado el libro La danza mexicana de los sesenta, donde se presenta una década de periodismo cultural con el tema de la danza y el ballet, considerados desde la ejecución por el recuerdo de sus vivencias y desde la experiencia que le dejó ser bailarina en los momentos de construcción de la danza en México.

### Otros empleos
En 1968 se incorporó al equipo de trabajo del Comité Olímpico Mexicano como traductora, trabajó en el Departamento de Promoción y Difusión del Museo Nacional de Antropología a la vez que apoyaba al Ballet Nacional en el área administrativa, adicionalmente era maestra en la Academia de la Danza Mexicana (ADM) y en el Seminario de Danza Contemporánea a partir de 1970, en las materias de Teoría del arte y de Introducción a la coreografía, para la cual desarrolló un método publicado por el INBA en 1993, con el título de Manual del coreógrafo.
Formadora de instituciones dancísticas
En 1978, el ingeniero Salvador Vázquez Araujo, entonces director de danza del INBA, ideó y propuso a Lin Durán la creación del Sistema Nacional para la Enseñanza Profesional de la Danza (SNEPD). Fue así que en 1979 cofundó y dirigió la Escuela Nacional de Danza Contemporánea (ENDC) del SNEPD. Lin se enfrentó con la huelga de los maestros de danza contemporánea de la ADM y luchó incesantemente hasta lograr que su proyecto fuese aprobado por la Secretaría de Educación Pública (SEP). Siendo directora elaboró los planes y programas de estudio, basándose no solo en su experiencia como bailarina, maestra y crítica de danza, sino en sus amplios conocimientos de arte. Su preocupación básica fue formar bailarines con sensibilidad, y para lograrlo puso al servicio de los alumnos su potencial intelectual, físico y emocional.
En 1979 también creó y dirigió el Centro Superior de Coreografía (CESUCO) del Fonapas en la Escuela "Vida y Movimiento” del Conjunto Olin Yoliztli con el fin de dar herramientas para la formación de coreógrafos. Centro que posteriormente cambió de nombre a Centro de Investigación Coreográfica (CICO). Solo había un anhelo: que fueran buenos bailarines y bailarines humanos. Lin tenía como objetivo que La Escuela Nacional de Danza Contemporánea creara a los coreógrafos y las danzas para los futuros bailarines. Consideró el arte de la composición, independientemente de la rama artística, bajo un conocimiento profundo de las normas que lo rige, aun cuando el aspecto teórico de la coreografía en ese tiempo datara apenas de unos 5O años. Lin sabía que la creación de una coreografía no dependía únicamente de la inspiración individual, requería de estudios formales de música, plástica e investigación, aunada a la propia experiencia del creador.
La creación del CESUCO y de la ENDC atrajo a muchos adolescentes que por razones de edad no podían ingresar a ninguna de estas escuela. Para ellos Lin Durán creó los Grupos Piloto y los Grupos Especiales, con la finalidad de brindarles un espacio donde se pudieran formar. Más de 100 adolescentes, ávidos de expresión dancística llenaban los salones del Sistema por las tardes, mientras que en el CESUCO se formaban algunas de las jóvenes figuras, como Raúl Parrao, Cecilia Appleton y Jenet Tame, Ana González, Ofelia Chávez de la Lama y Elizabeth Cámara, entre otros.
Fue Asesora Técnica de la Dirección de Danza, en 1983, ante el Consejo Técnico Pedagógico del mismo instituto, de la recién formada Subdirección General de Educación e Investigación Artísticas del INBA y propuso la creación de las Escuelas Vocacionales de Arte (EVA). Los programa de estudios que Lin Durán elaboró estuvieron basados en juegos creativos, para que las EVA lograran que los niños adquieran cualidades y habilidades específicas necesarias para bailar, incluyendo un desarrollo físico, sin por ello impartirles la técnica rígida y formal usual, permitiéndole así al niño crecer en sus potenciales naturales.

De 1993 a 2001 fue directora e investigadora del CENIDI Danza José Limón, donde se publicaron sus textos más reconocidos. “Profesionalizó la investigación e integró a un grupo de personas con dobles perfiles, pues por un lado eran conocedores profundos de la danza y además poseían una formación sólida en áreas sociales”. Una de las mayores aportaciones de la maestra Durán fue el impulso a la investigación y al hecho de conjugar lo teórico con lo práctico. “Para ella era muy importante tener en cuenta que, en toda pieza, la claridad, la unidad y la coherencia hacen de la danza un arte. En su obra puede observarse que miró a esta disciplina desde su intención creativa total”. En el CENIDI DANZA publicó sus más relevantes textos, La Humanización de la Danza (1990) y el Manual del coreógrafo (1993).

### Reconocimientos
Entre los reconocimientos que recibió Lin Durán de parte del INBA están: Premio a la Excelencia Académica, 2006 Homenaje Una Vida en la Danza, (1989) Medalla INBA (2008),
Homenaje a Lin Durán recuento de obra (2009).
Por parte de Comuarte el Premio Coatlicue Mujeres en el Arte (2010) .
En 2014 El Cenidi Danza José Limón organizó, en el Palacio de Bellas Artes el Conversatorio tributo a Lin Durán, como homenaje póstumo.
Fuentes
Bastien, Kena. “Entrevistas con Lin Durán”. México, Cenidi-Danza, noviembre de 1988 y 22 de febrero de 1989.
Margarita Tortajada Quiroz. Mujeres de danza combativa. Cenidi Danza/INBA/Conaculta, primera edición. México.1998
Silvia Durán. Prólogo. En Lin Durán. La danza mexicana en los sesenta. México, Cenidi-Danza/ INBA, 1990, págs. 8-9.
Tulio de la Rosa. En Kena Bastien. “Lin Durán”. En Una vida dedicada a la danza. Cuadernos del Cenidi-Danza, núm. 21. México, INBA, 1989, pág. 5
Lin Durán. En Cecilia Kamen. Lin Durán o el arte de pensar la danza. México, 1996-1997.
Ellizabeth Cámara, boletín del INBA Núm. 1535/ 2014 para Conversatorio Tributo a Lín Durán
Video liga: https://web.archive.org/web/20170318202750/https://www.youtube/. com/watch?v=ub6-M88ZgU4

### Investigaciones Publicadas por Lin Durán
1990
La Humanización de la Danza
Libro donde tres coreógrafas comparten con Jean-Georges Noverre la necesidad de renovar los criterios imperantes, cada uno inmerso en las circunstancias de la cultura que le tocó vivir: Noverre en la Francia de la revolución; Mary Wigman en la Alemania nazi y Doris Humphrey y Martha Graham en el Nueva York cosmopolita de los años veinte. Las ideas centrales de este trabajo tienen que ver con el proceso de humanización del arte ‒lo cual condujo al surgimiento de la danza moderna‒, y también con la conciencia, cada vez más acentuada, de lograr que las coreografías tuvieran unidad orgánica para ganar el derecho a ser obras de arte, y no solo piezas de entretenimiento. Material dirigido a los estudiantes de danza, así como para todos los interesados en comprender mejor la evolución de las ideas coreográficas.
1990
La Danza Mexicana en los Sesenta
En los sesenta, la danza moderna, que se inició como danza rebelde y de búsqueda, se enfrentaba a peligros varios. La reflexión de Lin Durán en este conjunto de artículos periodísticos constituye un material indispensable para comprender este proceso.
1993
Manual del coreógrafo
Reflexión sobre el oficio coreográfico, donde se muestran planes y programas de estudio que permiten formar a un aspirante a coreógrafo. La premisa básica es que solo se aprende haciendo, es decir, creando. Durán comparte los descubrimientos y posibles métodos de trabajo que ha depurado durante su labor docente, sin perder de vista que el proceso de la realización coreográfica resulta incompleto si no está vinculado con el fenómeno de la creación artística.
Danza. Caleidoscopio de la forma artística
Por un lado está el oficio del artista (el cómo), y por otro, el impulso creador y estético: sobre estos dos aspectos, que finalmente son uno solo interactuante, hay mucho que analizar y exponer. El propósito de este libro es estimular al lector a reflexionar sobre la forma en la danza y en el arte en general. ¿Por qué la danza y no las demás artes? Lin Durán nos explica que, en primer lugar, la danza incluye en su quehacer a otras artes importantes, como la música, el teatro, la plástica, la poesía... En segundo lugar, la danza ha sido el eje de todas sus preocupaciones estéticas.
2010
Luis Rivero: El músico creador de Danzas.
La obra está formada por semblanzas, entrevistas y algunos otros documentos en los que Luis Rivero expuso sus conceptos acerca de la educación musical del bailarín, y sobre la unión entre música y danza. Una parte esencial del texto es el seminario Música y danza, que Rivero impartió a maestras de esta última disciplina, el cual inicia con una introducción a los conceptos básicos y a la historia de la música, para enseguida abordar la mitología hindú y griega, hasta llegar a la música occidental como la conocemos hoy, con sus particularidades y procesos. Luis Rivero fue un maestro y un compositor importante para la danza y el teatro, que recurrió, a lo largo de sus exposiciones, a su propio quehacer para entregar a los oyentes su experiencia como íntimo conocedor del diálogo entre las artes escénicas.
2014
Trifásico
Trilogía de sus escritos: La humanización de la danza, donde la danza le habla al espectador de su condición humana para sumergirlo en la experiencia estética Manual del coreógrafo, reflexiones sobre la ardua lucha de la danza para “ganar el derecho de ser obra de arte y no solo un conjunto de piezas de entretenimiento” y Danza. Caleidoscopio de la forma artística, exposición sobre cómo la danza incluye en su quehacer a otras artes, y como la danza ha sido el eje de sus preocupaciones estéticas. En Trifásico, Durán despliega su temprano e interés por generar los principios básicos, no solo para la enseñanza de la danza, sino para la educación artística en general. Es este escrito el ejemplo de cómo se puede habitar el mundo desde la danza. Muestra a la Danza y reivindica el valor de la experiencia dancística, como maestra y formadora de centros académicos y artísticos.